# Kjeld Thorst
Kjeld Thorst (Angreb, 13 de maio de 1940) é um ex-futebolista dinamarquês, que atuava como atacante.

## Seleção nacional
Kjeld Thorst fez parte do elenco da Seleção Dinamarquesa de Futebol que disputou a Eurocopa de 1964.

## Ligações Externas
- Perfil em FIFA.com (em inglês)